# Getto w Rzgowie
Getto w Rzgowie – getto żydowskie utworzone podczas II wojny światowej przez okupantów w Rzgowie i okolicznych miejscowościach.

## Historia
Przed wybuchem II wojny światowej w Rzgowie mieszkało około 100 Żydów.
Getto otwarte w Rzgowie zostało utworzone latem 1940 roku, jako jedno z sieci gett wiejskich na południu Kreis Konin. 17 i 18 lipca 1940 roku do getta przesiedlono 1000 Żydów ze Słupcy, do Rzgowa przesiedlono także Żydów z getta w Koninie oraz z Kleczewa i Skulska. 
Więźniowie getta mieszkali najprawdopodobniej wraz z nieżydowskimi rolnikami i pracowali dla nich w zamian za pożywienie. Po zakończeniu zbiorów Żydzi wysyłani byli do pracy przymusowej, m.in. w Koninie, większość robotników miała wrócić do getta do lutego 1941 roku. W marcu 1941 roku rozpoczęto deportacje Żydów ze Rzgowa. Więźniowie getta przesiedlani byli do Krasnegostawu, Izbicy i Józefowa, następne transporty wysłano także do getta łódzkiego. 
Żydzi, którzy nie zostali deportowani z getta w tych transportach, zostali przesiedleni do pobliskiego getta w Zagórowie, stało się to najprawdopodobniej w marcu lub na przełomie września i października 1941 roku. Żydzi ci zginęli niedługo później, podczas likwidacji getta w Zagórowie.